# Johan Petter Grönvall (silversmed)
Johan Petter Grönvall, född 1 september 1774, död 7 maj 1843, var en svensk silversmed. Han var bror till silversmeden Gustaf Grönvall och far till silversmeden Carl Gustaf Grönvall.
Grönvall blev 1790 lärling hos Anders Fredrik Weise i Stockholm, och utskrevs som gesäll 1795. År 1807 blev han silversmedsmästare i Stockholm med en tekanna som mästerstycke, och bedrev verksamhet i Stockholm ända fram till sin död. Han var en av sin tids mest produktiva silversmeder och arbetade i empirstil med rik användning av godronner, örnhuvuden och lejontassar. Han har utfört huvuddelen av pjäserna i den Götiska silverservisen som framställdes för kronprins Oscar 1827–1841.
Grönvall har utfört matbestick 1816 vilka finns på Nordiska museet, en kalk, paten och oblatask för Blidö kyrka 1813, 1818 ett par ljusstakar och två såsskålar 1826 som finns på Hallwylska museet, 1820 ett dryckeshorn i Uppsala studentkårs ägo, ett fat från 1820 och tillhörande pokal 1821 som finns på Nationalmuseum, en vinkanna för Ornö kyrka 1821, en brudkrona för Gåsborns kyrka 1821, ett par bordssurtouter 1826 för Kungliga husgerådskammaren samt kalk, paten och oblatask för Ekerö kyrka 1841. Han har även skapat ett antal minnesvapen som finnes i samlingarna hos Statliga historiska museet i Ryssland.